# Formule economice (contabilitate)
Capital propriu = capital + prime de capital + rezerve de reevaluare + rezerve + sau - rezultatul reportat + sau - rezultatul exercițiului - repartizarea profitului
Capital permanent = capital propriu + provizioane pentru riscuri și cheltuieli + datorii pe termen lung
Patrimoniul net (capitalul propriu) = Activ - datorii
Patrimoniul brut = Patrimoniul net + Datorii
Cheltuieli + sau - rezultat = venituri
Activ + cheltuieli = Pasiv + venituri
Ecuația situației financiare:
Resurse permanente - Utilizări permanente = Utilizări temporare - Resurse temporare
Egalitatea generalizatoare:
Patrimoniul economic = Patrimoniul juridic
Ecuația generală a patrimoniului:
Activul patrimonial = Pasivul patrimonial
Primele de capital = preț de emisiune - valoarea nominală
Rezervele de reevaluare = valuarea la reevaluare - valuarea de inregistrare in contabilitate
Activitatea de exploatare+Activitatea financiara = Activitatea curenta(ordinara)